# 포다이 상코
포다이 사이바나 상코(영어: Foday Saybana Sankoh, 1937년 10월 17일~2003년 7월 29일)는 1991년부터 2002년까지 11년간 지속된 시에라리온 내전에서 찰스 테일러가 이끄는 라이베리아 국민 애국 전선(NPF)의 지원을 받은 시에라리온 반군 단체 혁명 연합 전선(RUF)의 창시자이다. 약 50,000명의 사람들이 전쟁 중에 죽었고, 50만 명 이상의 사람들이 이웃 나라에서 피난을 갔다.

## 어린 시절 및 경력
1937년 10월 17일 시에라리온 북부주 통콜리구 마상 마요소의 외딴 마을에서 템네족 아버지와 로코족 어머니 사이에서 태어났고, 농부의 아들이었다.
1956년 시에라리온 군대에 입대하기 전에 마그부라카에서 초등학교와 중학교를 다녔고, 마그부라카에서 많은 직업을 가졌다. 그는 나이지리아와 영국에서 훈련을 받았다. 1971년 당시 시에라리온 군대의 상병이었던 그는 반란에 가담했다는 이유로 군 신호대에서 현금화되고 프리타운의 파뎀바 로드 교도소에 7년 동안 수감되었다.
석방되자마자 그는 시에라리온의 남쪽과 동쪽에서 떠돌이 사진작가로 일했고, 결국 젊은 급진주의자들과 접촉하게 되었다.
상코와 라시드 만사라이, 아부 카누는 APC 정부를 축출하기 위해 무장 봉기를 지지해 줄 것을 요청했다. 이후 라이베리아로 건너가 찰스 테일러의 NPFL에서 복무했다.

## 내전
1991년 3월 23일, 포다이 상코가 이끌고  찰스 테일러의 지원을 받은 적군은 다이아몬드가 풍부한 시에라리온 동부주 카일라훈군의 마을에서 첫 공격을 시작했다.
RUF는 내전 중 집단 강간과 절단 같은 잔인한 관행으로 악명이 높았다. 상코는 개인적으로 많은 작전을 명령했는데, "자신에게 돈을 지불하라"는 작전이 있었고, 그 작전은 군인들이 찾을 수 있는 모든 것을 약탈하도록 장려했다. 카누와 만사라이는 이러한 전술에 불만을 품고 즉결 처형되었다.
1997년 3월, 상코는 나이지리아로 도피하여 가택연금에 처해졌고 이후 투옥되었다. 이때부터 1999년 상코가 석방될 때까지 샘 보카리는 RUF의 군사 작전 책임자의 임무를 수행했다. 10년 간의 전쟁 동안, 상코는 1999년에 체결된 아비장 평화 협정과 로메 평화 협정을 포함하여 전투를 중단하겠다는 몇 가지 약속을 깼다. 결국 영국과 ECOMOG는 작지만 전문적인 군사력으로 개입했고, RUF는 결국 분쇄되었다.

### 체포 및 기소
상코는 이후 2000년 5월 8일 프리타운 자택 밖에서 사만 콘테 기자를 포함한 19명을 살해하고 시위대를 사살한 뒤 5월 17일 체포됐다. 그의 체포는 시에라리온 전역에서 대규모 축하행사로 이어졌다.
상코는 영국에게 넘겨졌고, 유엔의 지원을 받는 법원의 관할 하에, 그는 아동 군인의 사용과 박멸, 노예화, 강간, 성노예를 포함한 반인도적 범죄를 포함한 17가지 혐의로 기소되었다.

## 사망
상코는 2003년 7월 29일 밤 재판을 기다리던 중 뇌졸중으로 인한 합병증으로 병원에서 사망했다. 유엔이 지원하는 전범재판소의 성명에서, 데이비드 크레인은 상코의 죽음이 "많은 사람들에게 그가 부인했던 평화로운 종말"을 부여했다고 말했다. 그는 그의 고향인 시에라리온 북부주의 마그브루카에 묻혔다.